# لوئیس بوو
لوئیس بوو (به انگلیسی: Louis Bouveault) شیمی‌دان اهل فرانسه و استاد شیمی آلی دانشکده علوم در دانشگاه پاریس بود. سنتز آلدهید بووالت در شیمی آلی به افتخار وی نام‌گذاری شده‌است.